# Jaap Renaud
Jacob Gerard Nicolaas (Jaap) Renaud (Voorburg, 20 februari 1911 - 25 april 2007) was een Nederlands archeoloog, en buitengewoon hoogleraar aan de Universiteit Utrecht. Hij is bekend als de eerste professor in de kasteelarcheologie, en als een van de nestors van de Nederlandse archeologie.
Renaud was geboren in Voorburg en kreeg een opleiding tot onderwijzer aan de rijkskweekschool. Later volgde hij een geschiedenis privatissimum bij Nicolaas Bernardus Tenhaeff (1885-1943), professor aan de Universiteit van Amsterdam.
In 1975 kreeg Renaud aan de Universiteit van Utrecht een aanstelling als buitengewoon lector in de "geschiedenis van de materiële cultuur der middeleeuwen." In 1979 volgde een aanstelling tot buitengewoon hoogleraar op dit specifieke gebied, en in 1981 ging hij met emeritaat. 
Met de jaren heeft hij veel archeologisch onderzoek gedaan, onder andere bij Kasteel Grunsfoort, Kasteel Oud Haerlem, Slot Heemstede, het 's-Gravenhof (Zutphen), Kasteel Ravesteyn, en Kasteel Heusden. Hij publiceerde werk met onder andere Marinus Flokstra.

## Publicaties, een selectie
- J.C. Tjessinga en J.G.N. Renaud. De geschiedenis van het Huis te Heemstede. 3 delen. Heemstede, VOHB, 1952.
- Fockema Andreae, S. J., J. G. N. Renaud, and E. Pelinck. Kastelen, ridderhofsteden en buitenplaatsen in Rijnland. (1952): 5.
- Renaud, J. G. N. "De pottenbakkersovens te Brunssum, Limburg." Berichten van de Rijksdienst voor het Oudheidkundig Bodemonderzoek 6 (1955): 106-124.
- Renaud, J. G. N. "Glas uit het einde der Middeleeuwen." Bulletin van de Koninklijke Nederlandse Oudheidkundige Bond, 6e serie 15 (1962): 114.
- Renaud, J. G. N. "Middeleeuwse ceramiek." Enige hoofdlijnen uit de ontwikkeling in Nederland. AWn-monografie 3 (1976).

- Bibsys: 13000219
- Bibliothèque nationale de France: cb12871524w (data)
- Gemeinsame Normdatei: 172480604
- International Standard Name Identifier: 0000 0001 1647 0283
- Library of Congress Control Number: n82000681
- Nederlandse Thesaurus van Auteursnamen: 068611900
- Système universitaire de documentation: 059293764
- Virtual International Authority File: 55482957
- WorldCat: E39PBJmXFb7yQF6GfMtCfbth73